# Клонирование в игровой индустрии

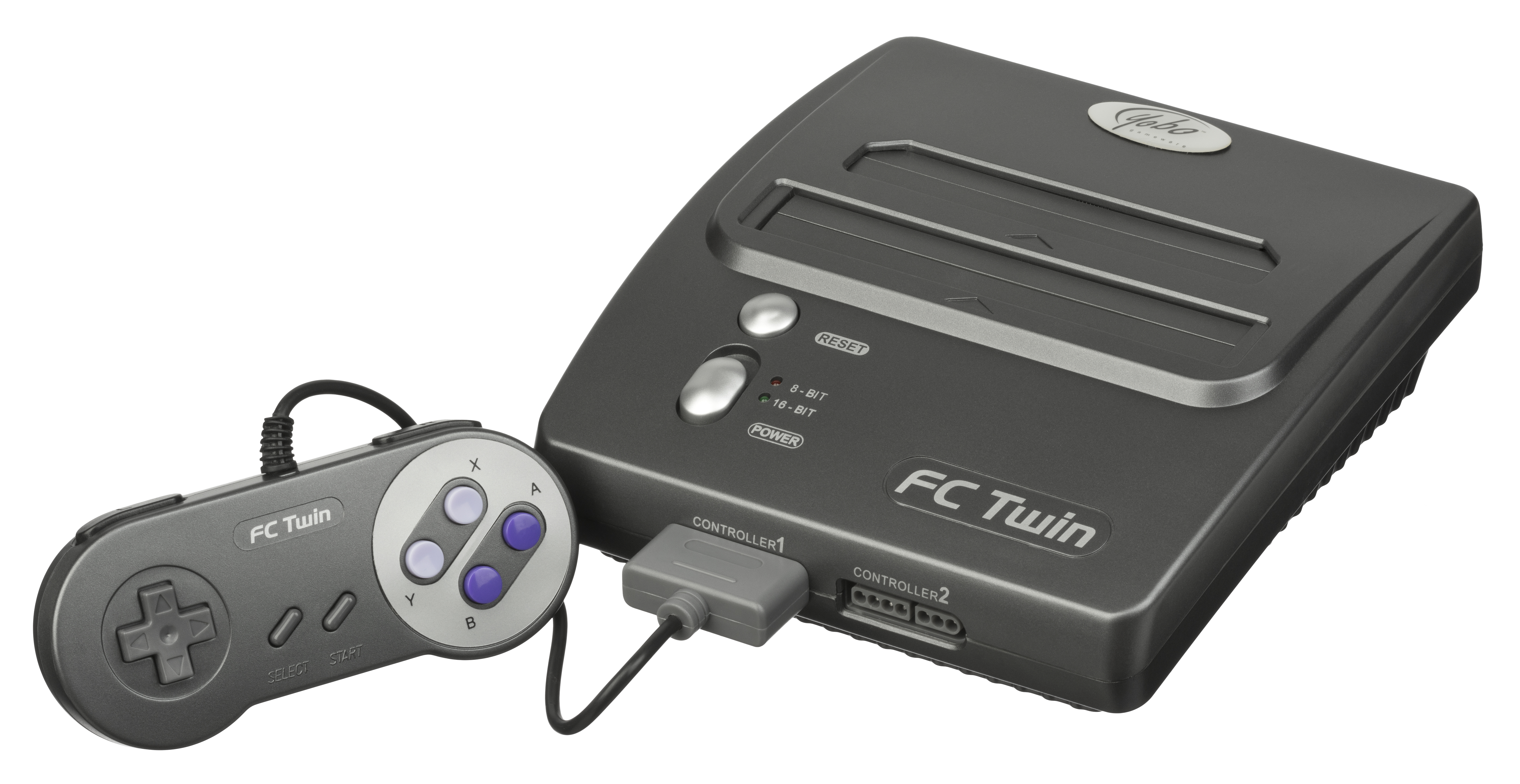
FC Twin, когда то популярная приставка-клон, поддерживающая картриджи Nintendo Entertainment System и Super NES.

Клонирование в игровой индустрии — а точнее клонирование видеоигр или игровых приставок является крайне распространённым явлением. Клоны создаются как правило ради коммерческой выгоды. Они «паразитируют» на успехе игры- или приставки-оригинала. Разработчики клонов также объясняют их создание вдохновением или данью уважения перед источником-оригиналом. Как правило, игровые клоны не рассматриваются, как объекты нарушения авторского права, так как элементы игрового процесса обычно не рассматриваются, как предметы авторского права, а при создании новых игр типично, когда разработчики обращаются к идеям из раннее выпущенных игр. Тем не менее некоторые разработчики стремятся бороться c клонами собственных игр с помощью патентов, товарных знаков и отраслевого регулирования.
Проблемы, связанные с клонированием в игровой индустрии как правило регулируется авторским правом и патентным законодательством. Ещё в 1970-х годах компания Magnavox, известная за создание одного из первых игровых автоматов владела несколькими патентами на оборудование для игры Pong, успешно выигрывала суды и взыскивала компенсации от создателей нелицензионных клонов Pong. Клонирование стало массовым явлением, когда компьютерные игры стали выходить на дискетах и картриджах, самое громкое дело было связано с судебным иском Atari против Philips после того, как последняя компания выпустила почти идентичный клон игры Pac-Man.
Начиная с конца 1980-х годов и вплоть до середины 2000-х, клонирование в игровой индустрии стало почти не контролируемым явлением после нескольких прецедентов, когда суды встали на сторону создателей клонов. Также подавать в суд стоило слишком много денег и это могли позволить себе только крупные компании.

## Обзор
Клонирование игр на цифровых торговых площадках выступает в целом крайне распространённым явлением. Разработчики могут защитить авторским правом графику, название, сюжетную линию и персонажей из своей игры, однако куда больше проблем возникает при защите авторских прав на игровой дизайн и игровую механику. Создание патента на механику возможно, но является дорогостоящим делом и отнимающем много времени. Часто происходит так, что оригинальные игровые элементы в успешных играх перенимаются и дорабатываются другими разработчиками. Однако нет чётких критериев, когда игру стоит рассматривать, как плагиат. Часто разработчики признаются, что перенимают те или иные игровые элементы из ранних игр под предлогом вдохновения или преемственности, однако они сами стремятся привнести в свой проект оригинальные игровые элементы или художественный стиль. В данной ситуации как правило не принято говорить об игре, как о плагиате. Тем не менее, если игра с идентичной механикой и геймплеем выходит на волне популярности игры-первоисточника, не предлагает оригинальных идей и зачастую отличается низким качеством, то в данной ситуации принято говорить об игровом клоне. Характерный пример — серия игр-клонов GTA, выпущенных на волне успеха Grand Theft Auto III. Несмотря на то, что такие игры очевидно являются клонами, они формально не нарушают интеллектуальную собственность и не противозаконны. Из-за того, что не существует чёткой границы, определяющей, когда игру стоит считать плагиатом, а когда она рассматривается, как идейный преемник, определение «игровой клон» стало рассматриваться как унизительное в среде разработчиков и игровых журналистов.
Истинные игровые клоны возникают прежде всего тогда, когда разработчики, видя успех той или иной игры, в спешке создают почти идентичную игру и с минимальным количеством нововведений. В данной ситуации ими движет стремление нажиться на коммерческой выгоде, при этом такие разработчики вступают в «гонку» с другими создателями плагиата, создающими похожие игры-клоны. Разработка игрового клона также привлекательна тем, что сопровождается минимальными рисками, в отличие от разработки оригинальной игры с непонятным потенциалом продаж. Часто жертвами клонирования становятся инди-игры от независимых разработчиков, так как те зачастую на располагают достаточными финансовыми ресурсами, чтобы обратиться в суд. Единственным способом для таких разработчиков остаётся обращение к интернет-сообществу в попытке спровоцировать общественный резонанс, который заставит авторов плагиата пойти на уступки.

## История

### Аппаратное клонирование (1970–2000-е годы)
Клонирование, как явление возникло ещё на заре игровой индустрии, когда Atari выпустила игру Pong в 1972 году для аркадных автоматов. Успех игры привёл к тому, что многие компании поспешили создать клоны автоматов c игрой. Нолан Бушнелл, основатель Atari называл создателей клонов «шакалами», но не подавал на них в суд, вместо этого сосредоточившись на создании новых игр, в попытке их опередить. Бушнелл также поддерживал идею продажи прав своих игр другим компаниям. Так Midway Manufacturing купила право у Atari на выпуск Pong под названием Winner.
Allied Leisure была одной из компаний, занимавшейся клонированием, в частности в начале 1973 года она выпустила аркадную игру Paddle Battle. В середине того же года компания выпустила Ric-o-chet и Tennis Tourney — версию Pong для четырёх игроков, она стала мгновенно хитом, спровоцировав резкий спад популярности игры Winner для двух игроков. В попытке сохранить конкурентоспособность, Midway также решила выпустить игру для четырёх игроков под названием Winner IV. Allied Leisure углядела в этом нарушение своих авторских прав, подав судебный иск против Midway. Тем не менее судья не встали на сторону Allied, указав на проблемы с авторскими правами самих игр от Allied, но признав, что Midway также нарушила права, скопировав конструкцию печатной платы Allied для выпуска четырёхпользовательской игры. Данный конфликт в итоге был решён во внесудебном порядке в 1974 году на нераскрытых условиях.
Идея домашней игровой приставки возникла у Ральфа Бэра ещё в 1966 году во время работы в компании Sanders Associates, где он начал работать над прототипом, условно именуемым «Коричневой коробкой». Заинтересовав своё начальство, Бэр привлёк к проекту инженеров Билла Харрисона и Билла Раша в попытке создать желаемое устройство, но при этом сохранив его относительно невысокую стоимость. К 1967 году прототипное устройство было готово для продажи другим производителям, так как компания Sandres тогда не была готова сама массово производить и поставлять игровые приставки. Однако в стремление сохранить авторские права на приставку, Sanders Приобрела три патента на имя Бэра, Харрисона и Раша, касающегося «телевизионного игрового аппарата», в частности патент RE28 507 на «телевизионное игровое устройство», патент 3 659 285 на «телевизионное игровое устройство и метод» и патент США 3 728 480 на «телевизионный игровой и тренировочный аппарат». В конечном итоге Sanders передала права на технологию компании Magnavox, которая в 1972 году выпустила Magnavox Odyssey  — первую игровую приставку для массового потребительского рынка со встроенной игрой Pong. Уже в 1974 году Magnavox подала в суд на несколько компаний за нарушение своих патентных прав на аркадные игры и аркадные автоматы среди которых были даже игровые гиганты того времени Atari и Midway. В 1976 году Atari согласилась заплатить Magnavox $1,500,000 долларов за бессрочную лицензию на три патента, что позволило им выпустить домашнею версию игры Pong на приставках.
Как и в случае с аркадными играми Pong, при выпуске игровых приставок c Pong, на игровом ранке стали быстро появляться приставки-клоны, в какой то момент по примерным расчётам клоны-приставки стали занимать более 70% игрового рынка. Неся из-за этого огромные убытки, Magnavox продолжала преследовать производителей клонов и в результате серии судебных исков отсудила более $100 в качестве компенсации ущерба. Тем не менее это не останавливало другие компании от дальнейшего производства клонов из-за крайне высоких доходов от продаж и простоты в производстве консолей. Это привело к тому, что рынок почти мгновенно наводнили игровые консоли, что спровоцировало первый отраслевый крах в 1977 году.

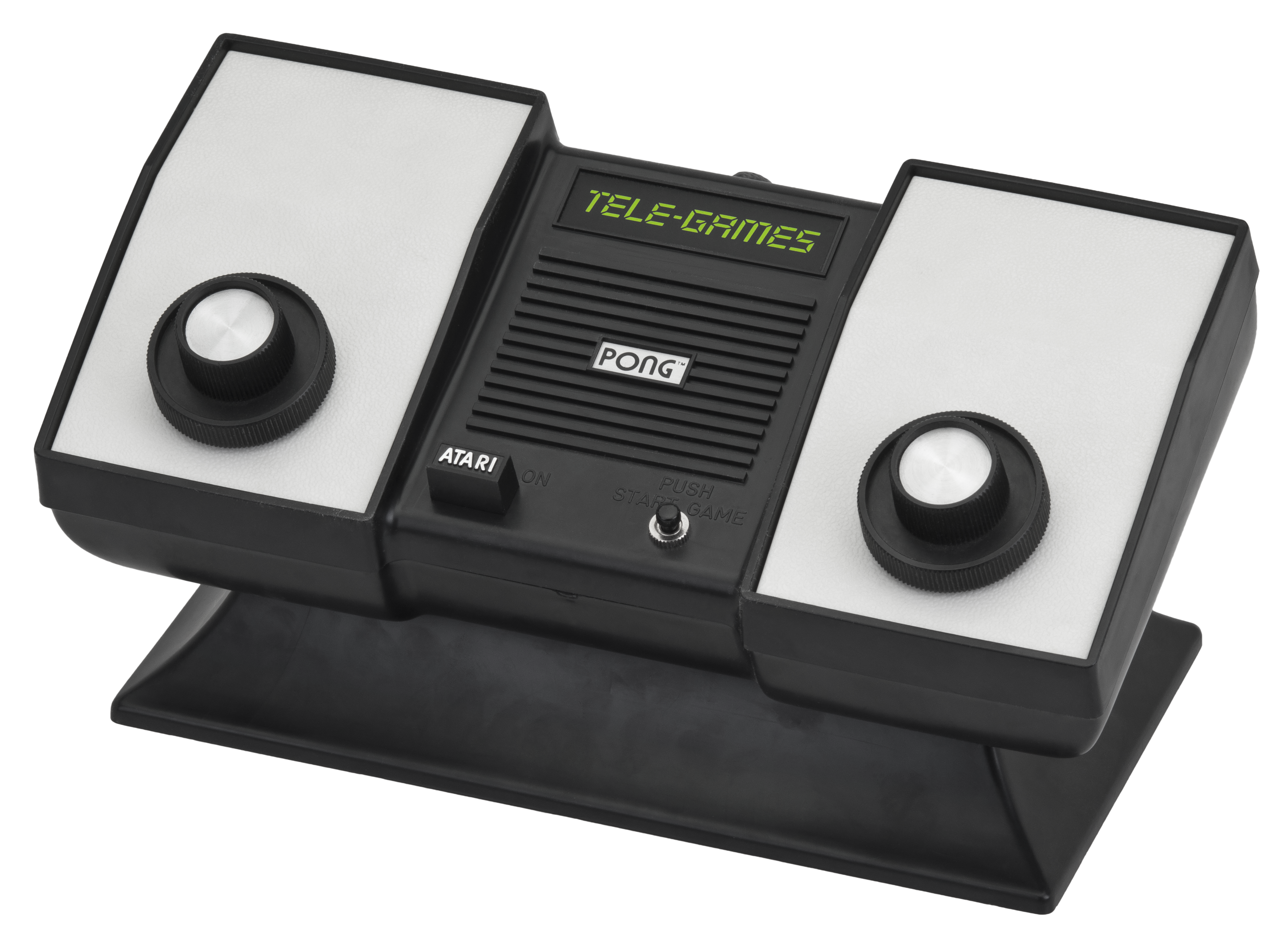
Оригинальная домашняя консоль с Pong от Atari с торговой маркой Sears Tele-games
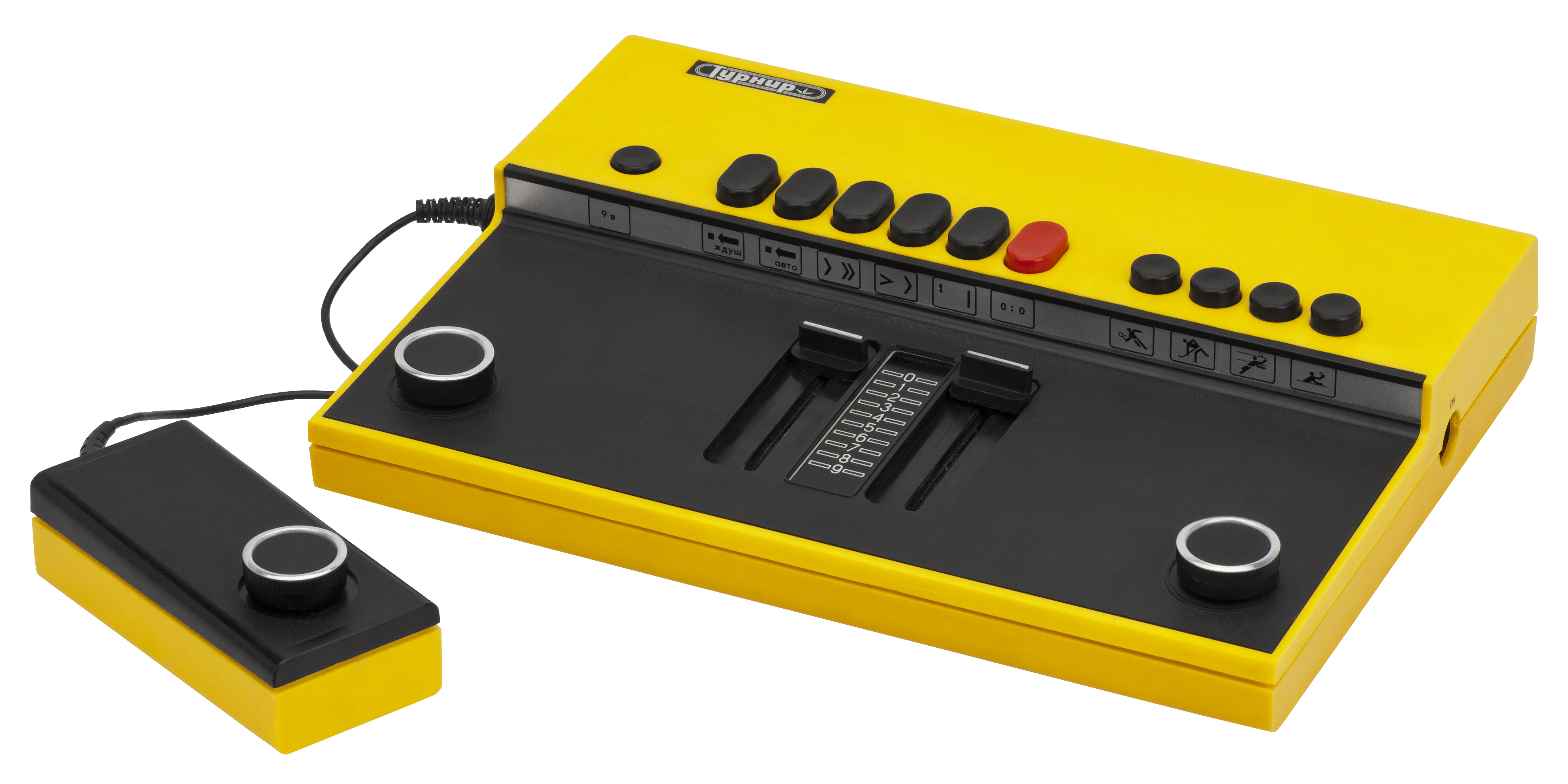
Советский клон Pong — «Турнир»
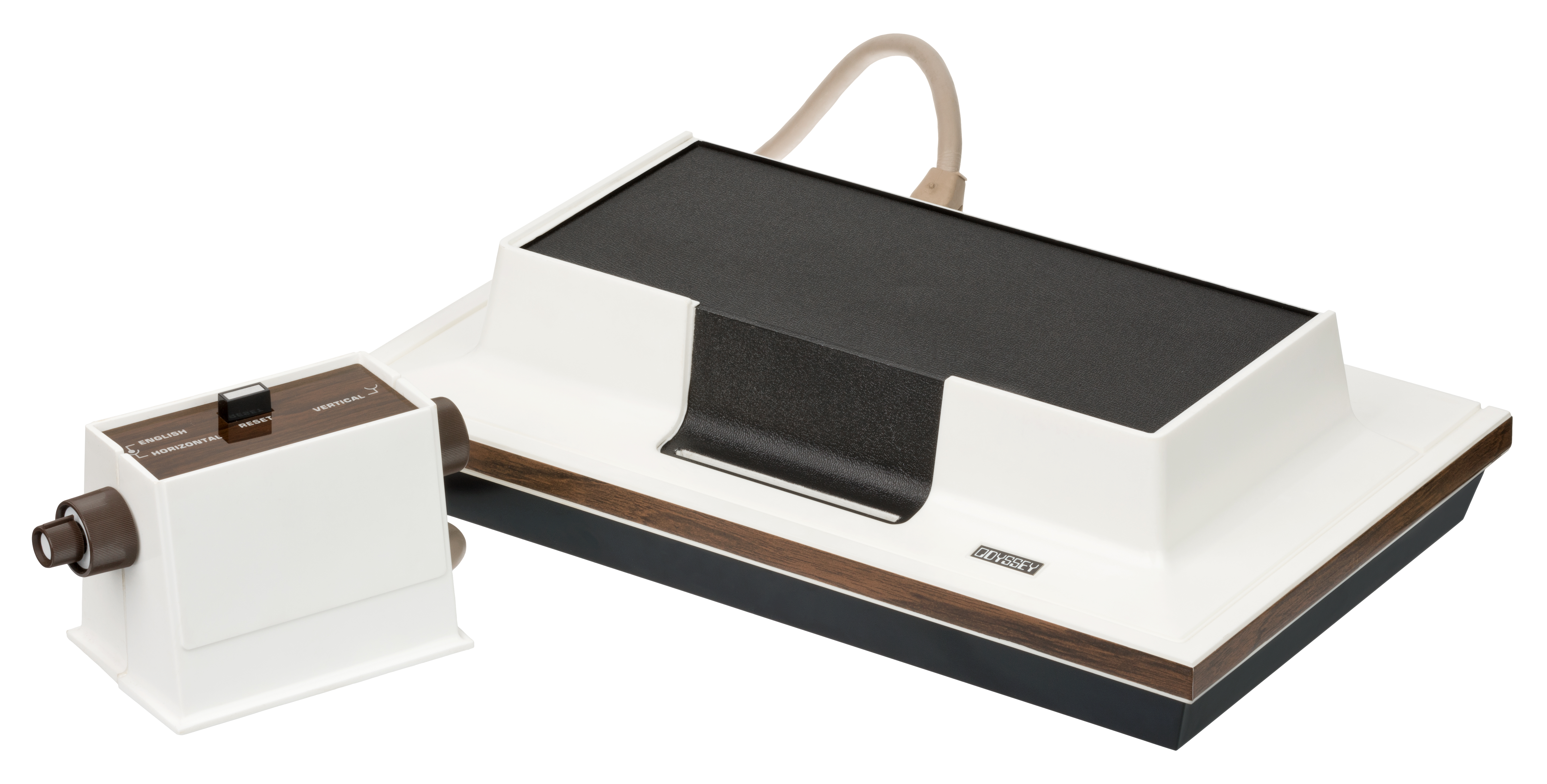
Приставка Magnavox Odyssey
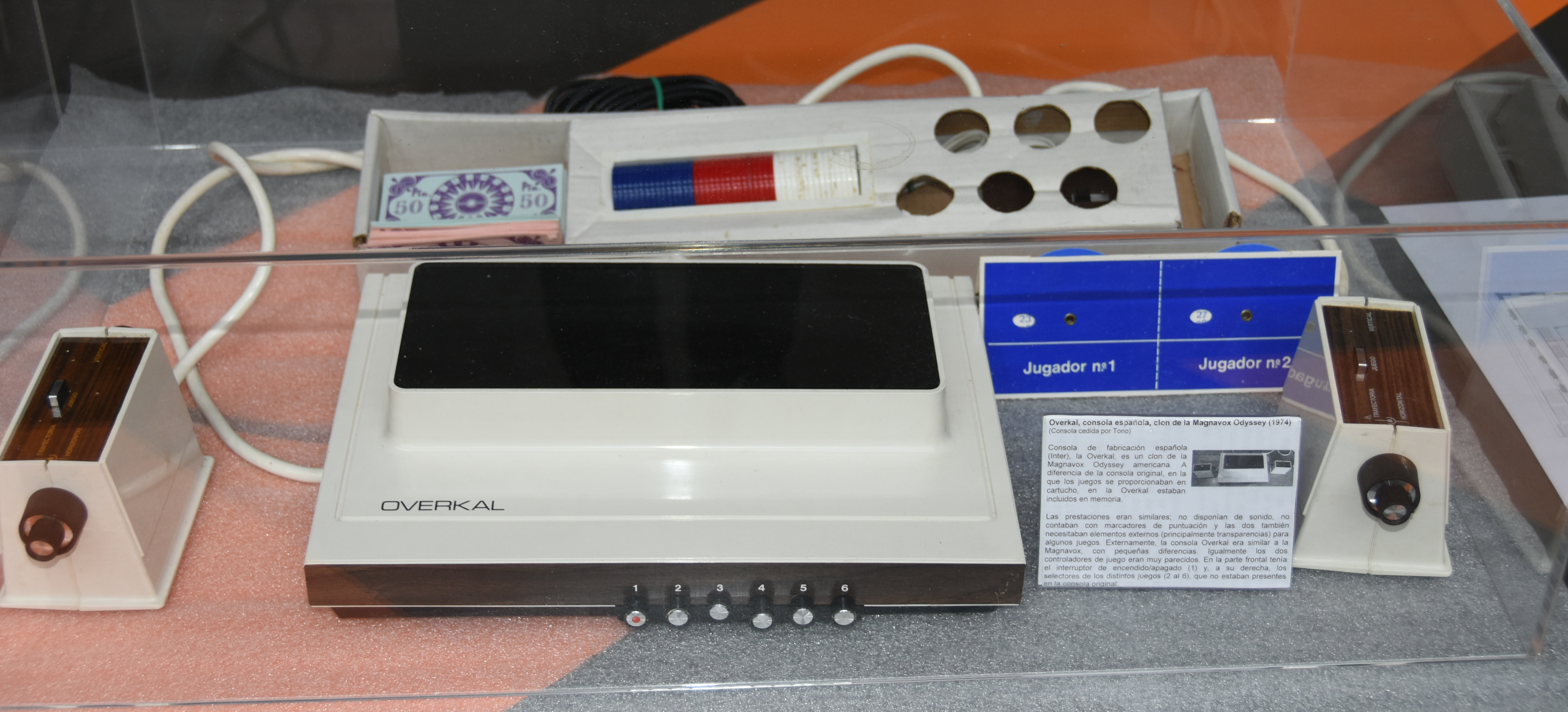
Приставка The Overkal — клон Magnavox Odyssey для испанского рынка

Следующее поколение приставок больше не было привязано к одной игре и отныне позволяло играть в разные игры, хранящиеся в игровых картриджах, которые необходимо было вставить в приставку при условии их совместимости. Это значительно усложнило клонирование на аппаратном уровне. Часто клоны выделялись более низким качеством или же использовали устаревшее на тот момент аппаратное обеспечение. Например производители в Китае и Восточной Европе клонировали аппаратное обеспечение японской Nintendo Entertainment System для создания многочисленных клонов-приставок, известных как фамиклонов. Борьба с этими клонами была не возможна, так как Nintendo не продавала свою продукцию в эти регионы и не могла подать в суды на нарушение авторских прав.
Когда на игровом на игровом рынке в начале 2000-х стали появляться портативные консоли со встроенными LCD дисплеями, на рынке стали появляется менее качественные появляется клоны этих приставок например с сегментированными  LCD дисплеями и возможностью играть в одну игру.  

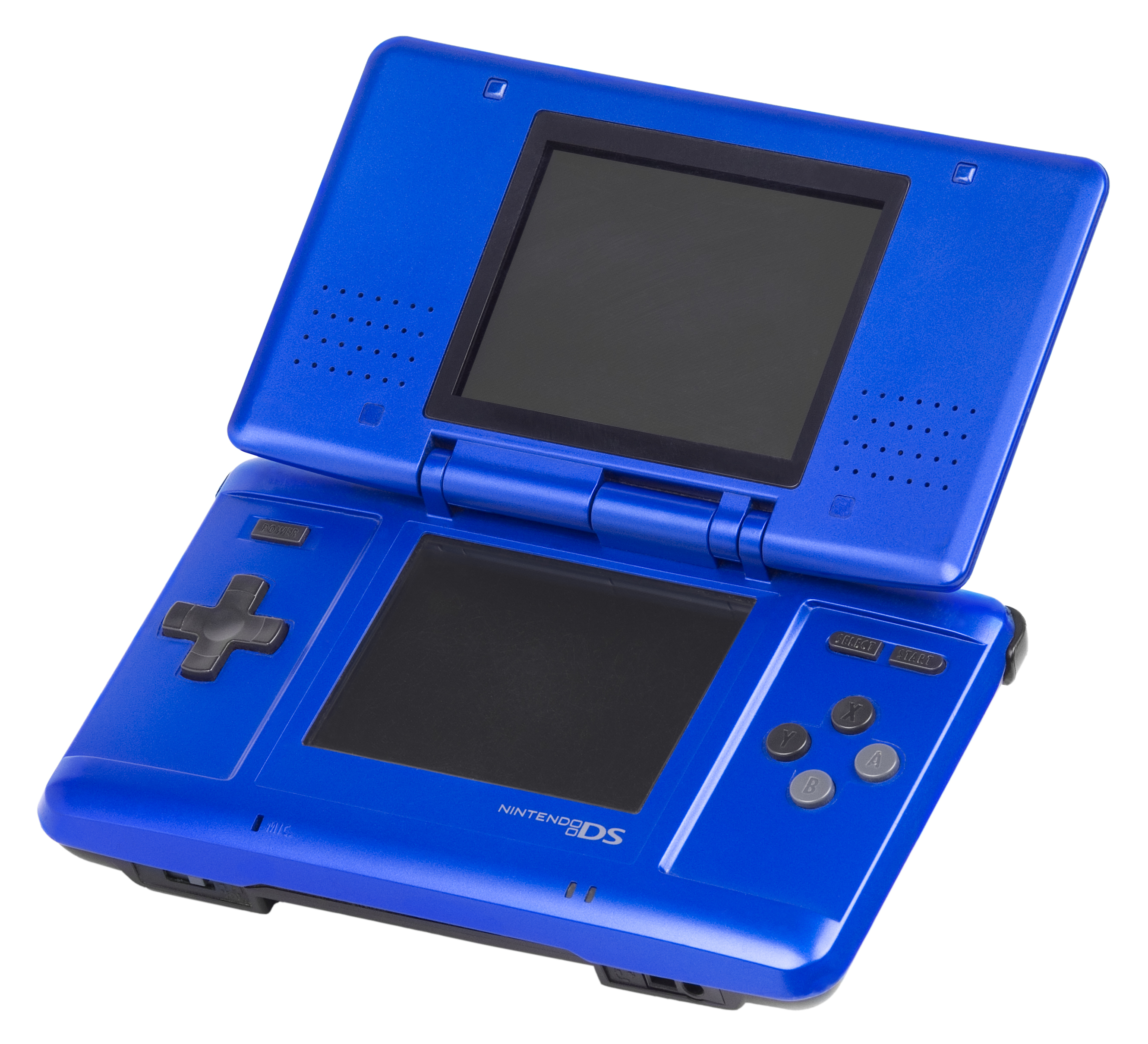
Оригинальная Nintendo DS
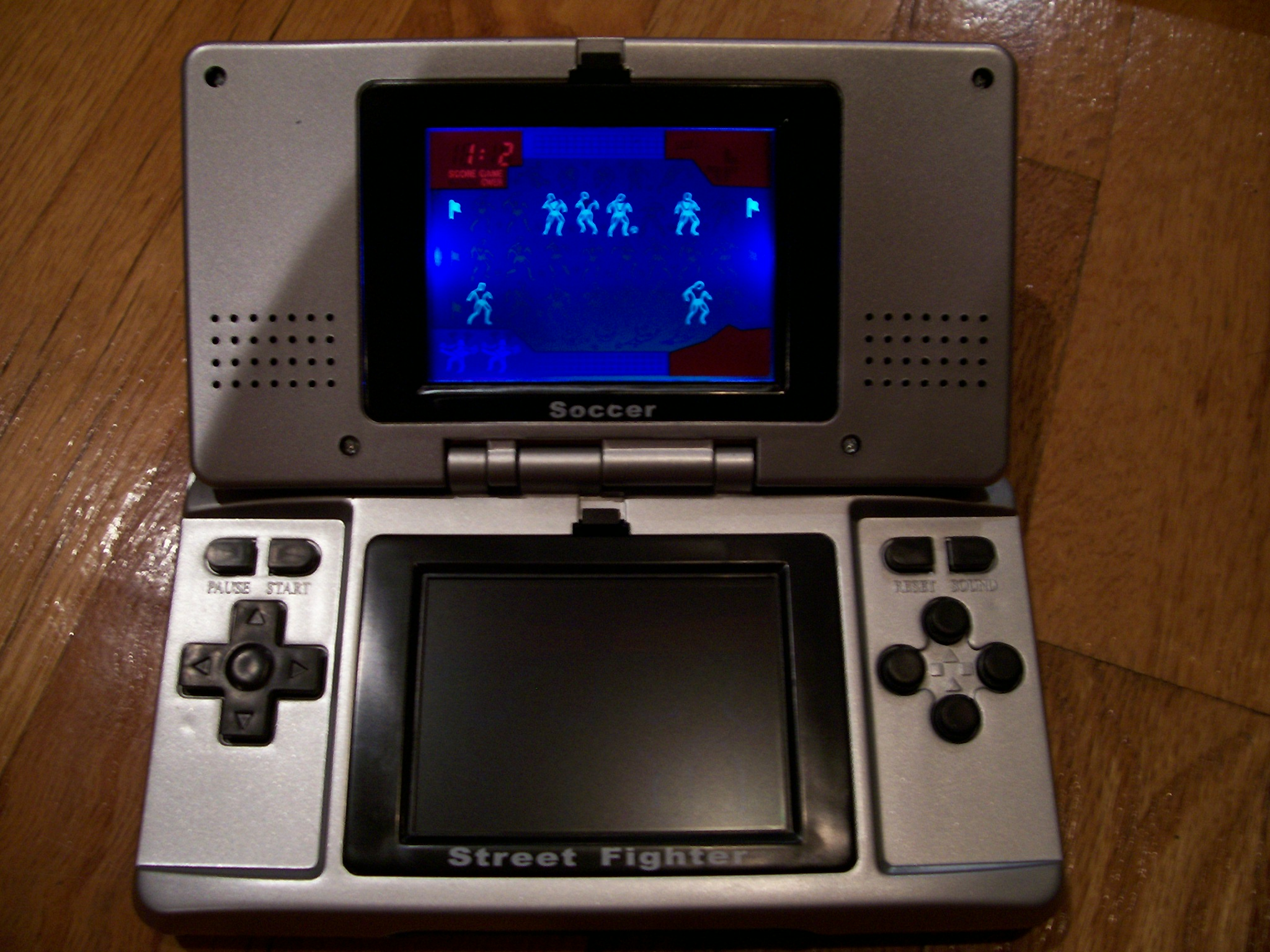
Neo Double Games приставка-клон DS, однако с примитивным и сегментированным LCD-экраном.
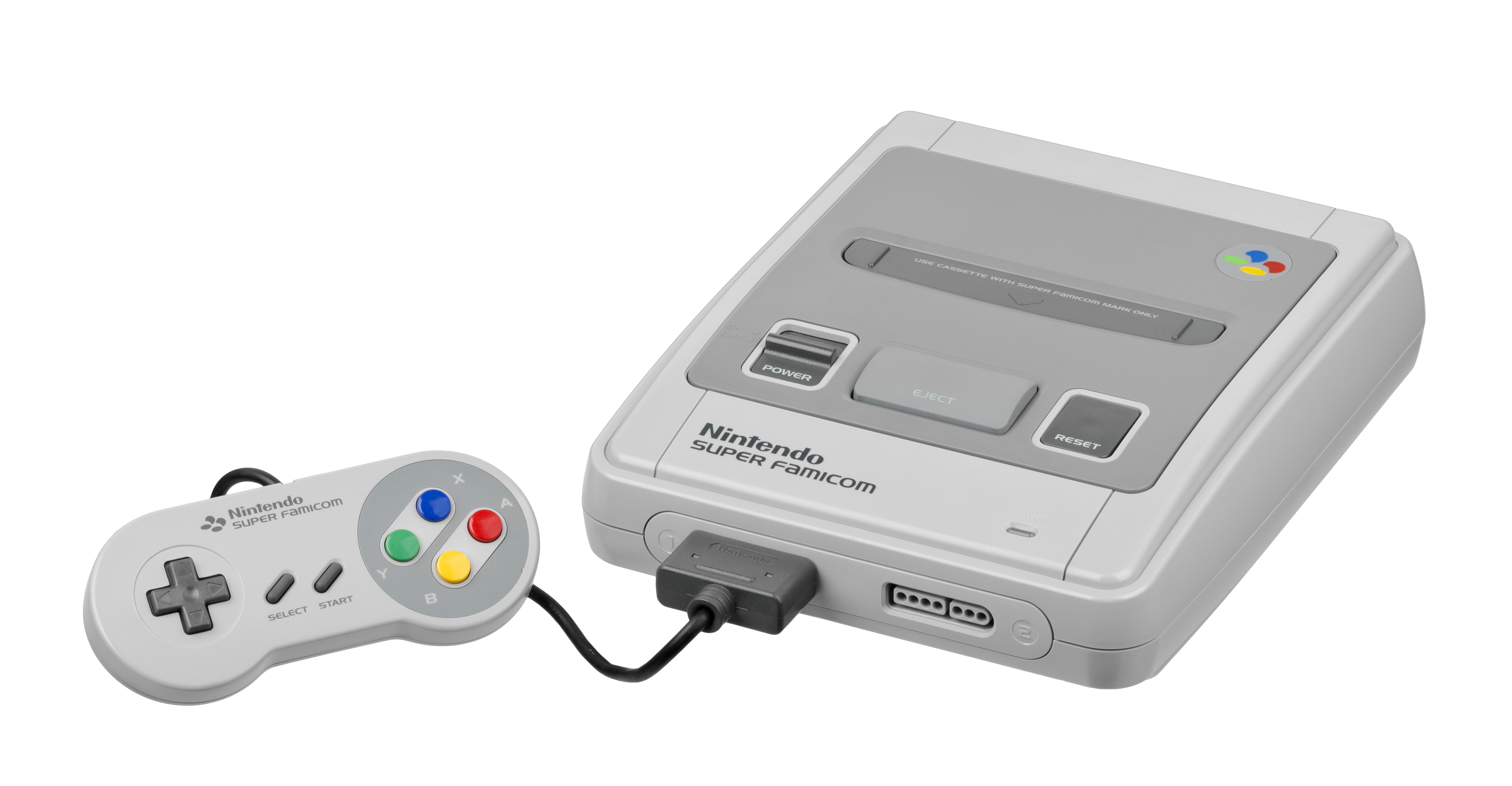
Оригинальная приставка Nintendo Super Famicom или SNES
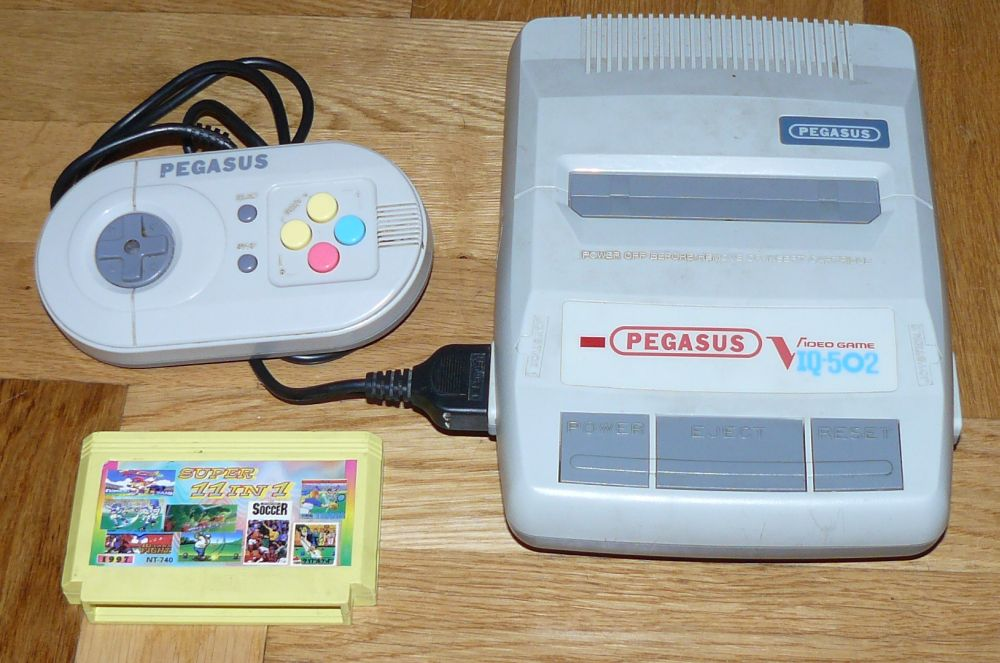
Приставка Pegasus[англ.] — фамиклон NES, популярная в 90-е в Польше, Чехии и Югославии
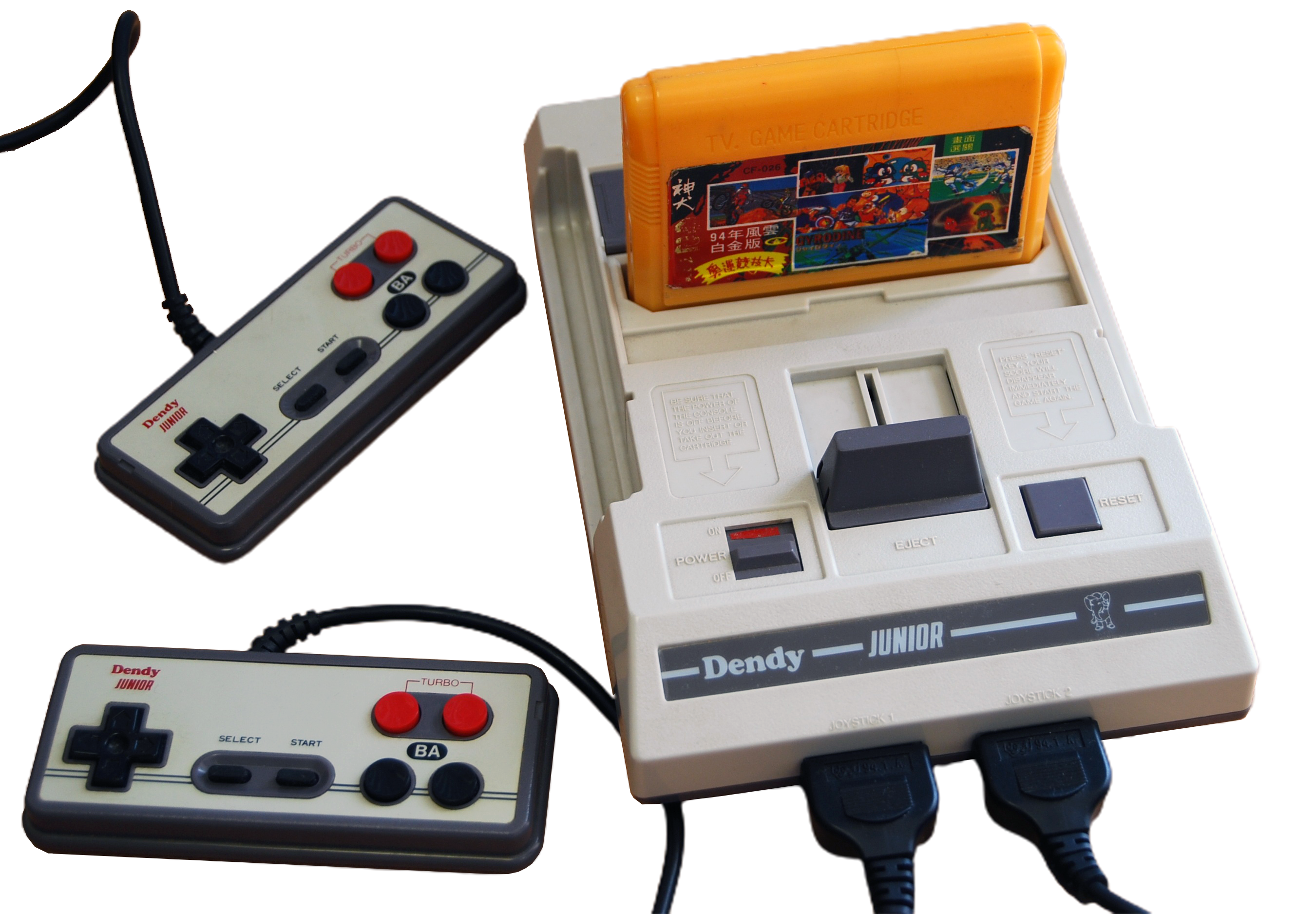
Приставка Dendy  — фамиклон NES, популярная в России в 1990-е годы.

Закрытые приставки не становились единственными жертвами клонирования. Иные события разворачивались в Европе, где рынок игровых приставок ещё практически не существовал. Однако в Великобритании в 1982 году был выпущен домашний компьютер ZX Spectrum, выделявшийся своей куда более низкой стоимостью в сравнение с другими домашними компьютерами и нашедший своего массового потребителя. В итоге для ZX Spectrum стали выпускаться многочисленные компьютерные игры, сформировавшие игровой рынок в Великобритании и Западной Европе. Компьютер нельзя было импортировать в страны Восточного блока, но ряд сторонних компаний нашли способы клонировать оборудование ZX Spectrum с ещё меньшими затратами и поставлять устройства в эти страны. Аппаратные клоны были настолько дёшевы для своего времени, что их покупку могли позволить себе многие подростки и в итоге сами занимались разработкой игр, способствуя развитию европейского игрового рынка.

### Ранние попытки защиты авторских прав (1980-е)
Хотя к 1980-м годам копировать аппаратное обеспечение стало значительно труднее, клонирование было в основном нацелено на сами видеоигры. Клонирование аркадных игр было особенно распространено в золотом веке компьютерных аркадных игр  в начале 80-х годов. Аркадные игры, в отличие от массовых продуктов поставлялись в начале в ограниченном количестве, чтобы наблюдать реакцию посетителей и понять, на сколько оказывались успешными эти игры, если да, то на какую аудиторию стоило целиться и где ставить эти автоматы для охвата большей аудитории. Удачные аркадные игры быстро становились сенсацией и сторонние компании спешили клонировать эти игры, или даже выпустить их версии на домашних консолях. Так например произошло с игрой Missile Command в 1980 году. Игровые клоны сильно разбавляли рынок аркадных игр.
В то время впервые возник вопрос о том, стоил ли рассматривать видеоигры, как предмет интеллектуальной собственности, если да, то как именно законодательно необходимо было это укрепить и в какой момент игровой клон необходимо было рассматривать именно как клон и по каким критериям. Одной из таких игр была Breakout, по образу которой затем была создана игра Arkanoid, вторая в свою очередь стала прообразом для других многочисленных клонов. На фоне этих событий Atari Решила зарегистрировать свои авторские права на Breakout, однако реестр авторских прав Ральфа Омана отказался зарегистрировать права, так как игра «не содержала каких либо авторских изображений, графики или звука». Atari оспорила подобное решение в суде, доказав, что сам игровой дизайн можно считать произведением искусства, а значит и объектом авторского права. Компания Midway подала в суд на Arctic за создание клона Pac-Man — Puckman, в свою защиту Artic утверждала, что компьютерная игра не существует, как некий материальный объект, а значит априори на неё не могут распространяться авторские права. Тем не менее суд встал на сторону Midway, признав то, что компьютерные игры несмотря на свою нематериальную природу, могут быть защищены авторским правом. Аналогичным образом завершился суд между компаниями Stern и Omni Video Games. Первая обладала правами на распространение игры Scramble и подала в суд на Omni за создание клона Scramble 2. Суд также признал возможность авторских прав на видеоигру даже несмотря на ряд визуальных отличий при идентичном игровом процессе. Таким образом стала приниматься точка зрения, что компьютерная игра может рассматриваться, как объект авторского права и создание клона можно рассматривать, как правонарушение со своими юридическими последствиями. 

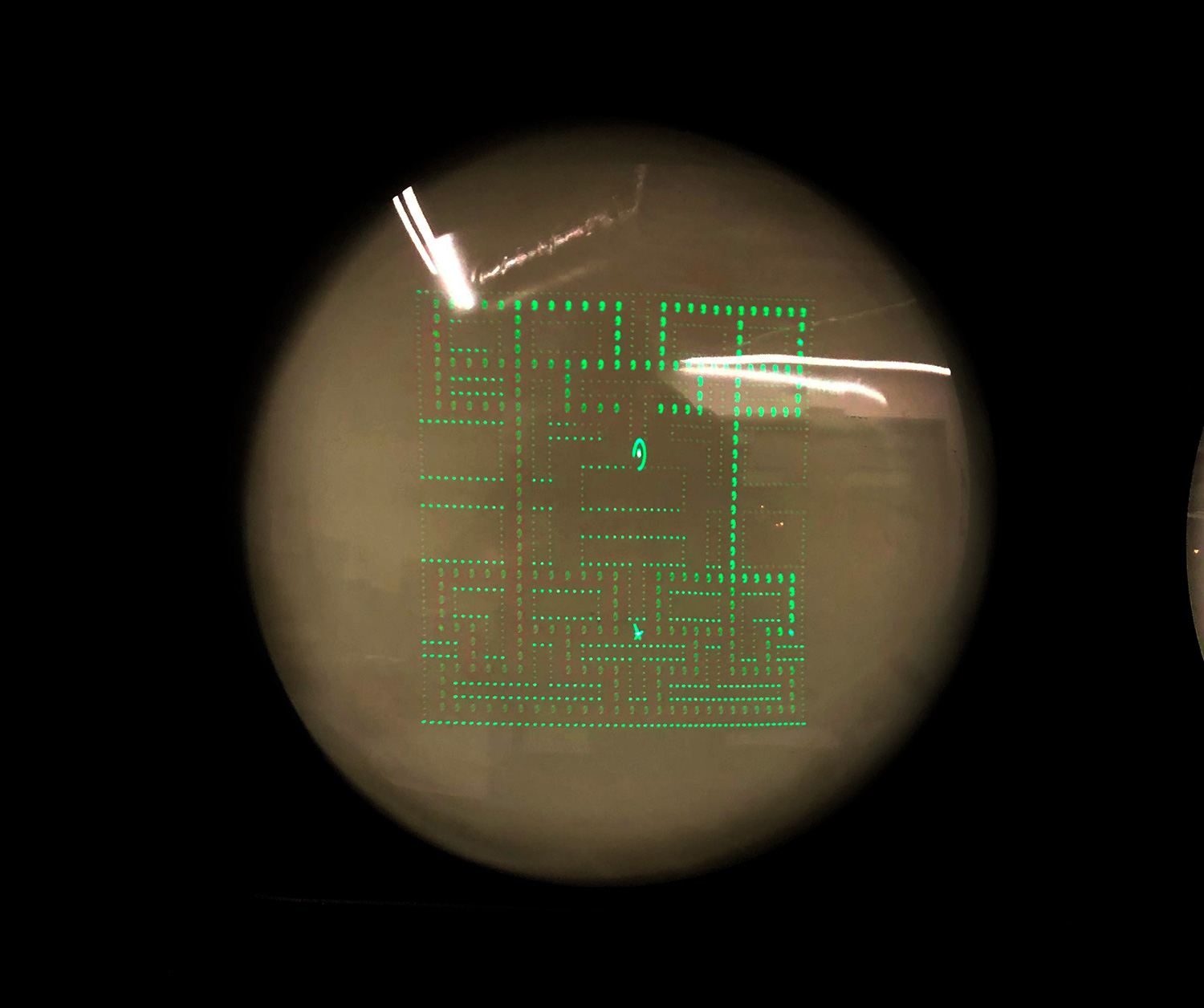
Клон Pac-Man на супер-компьютере CDC 6600

В 1980-е года чаще всего клонировали такие успешные игры, как Space Invaders (1978), Pac-Man (1980) и Donkey Kong (1981). К 1983 году их клоны были доступны на почти всех имеющихся платформах. Только к игре Space Invaders было создано более сотни клонов, не менее 57 клонов к игре Pac-Man, 37 клонов к Frogger и 17 клонов к Donkey Kong, созданных зачастую программистами-любителями на самых разнообразных платформах, начиная с настольных микрокомпьютеров, заканчивая графическими калькуляторами. Nintendo вела активную борьбу с создателями клонов и утверждала, что из-за клонов Donkey Kong её убытки составили не менее $100 миллионов долларов на различных платформах. Самое громкое дело было связано с иском  Universal Studios против Nintendo и клонов Donkey Kong, которая заявила права на игру на основании того, что персонаж Донки Конг являлся клоном Кинг Конга, а значит Universal имеет право взыскивать денежные компенсации за клонирование Donkey Kong в том числе и от Nintendo. Однако суд встал на сторону Nintendo.
В 1980-е года, каждая успешная игра спешила обзаводиться несколькими клонами, например у аркадной Asteroids от Atari было как минимум восемь аналогичных клонов. Как заметила редакция журнала Byte, если публике нравится очередная идея, она выжимается из-за всех сил и почти сразу же на прилавках появляются многочисленные клоны, до тех пор пока публике не надоедает эта идея и они не начинают покупать что-то новее и лучшее». Создатели клонов работали на скорость в стремлении извлечь больше коммерческой прибыли за короткое время. В 1981 году клонирование было настолько серьёзной проблемой, что в 1981 году Atari выпускала рекламу с предупреждением о юридических последствиях клонирования собственных игр. Однако в 1982 году произошёл прецедентный случай, когда суд вынес приговор не в пользу Atari, подавшей в суд на Amusement World, Inc за создание клона игры Asteroids. На основании того, что скопированные элементы в клоне являются Scène à faire в игре о стрельбе по астероидам и в целом сославшись на то, что при своей схожести данные игры также имели и некоторые незначительные отличия.
В 1980 году японская компания Namco выпустила Pac-Man, сыскавшую колоссальный успех, почти сразу же стали появляться и многочисленные клоны. Только за один год доходы от Pac-Man составили более 150 миллионов долларов. Среди создателей клонов например была компания Philips, выпустившая K.C. Munchkin! в 1981 году. В итоге на компанию подала в суд Atari, владеющая правом на распространение Pac-Man в Северной Америке. Сначала суд отклонил ходатайство Atari о запрете продажи Munchkin. Но Atari выиграла апелляционный суд, запретив Philips продавать KC Munchkin. Позже суды запретили другие клоны Pac-Man, в том числе Packri-Monster от Bandai, Puckman от Artic International и другие. Некоторые общественные деятели обвинили Atari в излишне агрессивной политике по защите авторских прав, например  Джерри Пурнелл утверждал, что Atari «заработала себе дурную репутацию, запугивая программистов подростков и им не мешало бы стать сговорчивее».

### Ранний период (1988 — 2012 года)
Хотя судья в рамках иска Atari против Philips запретили последней компании распространять KC Munchkin! — клон Pac-Man, из-за очевидной схожести двух этих игр, они заметили, что некоторые базовые аспекты игры, конкретно в этом случае — погоня в лабиринте не могут выступать объектом авторского права. К концу 1980-х годов суды стали выносить более снисходительные вердикты производителям клонов, решив, что некоторые базовые элементы, например принадлежность к игровому жанру, базовые концепции в игровом дизайне, принцип scènes à faire не могут выступать объектом авторского права. Например руководствуясь такими принципами суд оправдал компанию создателей World Karate Championship, нарушающих авторские права игры от Data East — Karate Champ, так как по мнению судей жанр файтинг не может выступать объектом авторского права и эту идею имеют права использовать производители других игр.
В 1991 году японский разработчик игр Capcom выпустил игру Street Fighter II. Популярность этой игры спровоцировала массовый интерес к жанру файтинга. Другие компании поспешили выпустить похожие игры, например Data East выпустила свой собственный файтинг Fighter's History в 1994 году, имеющий массу сходств с Street Fighter II, начиная с боевой механики, заканчивая визуальным стилем. Когда стало известно о проектных документациях от Data East, где упоминалась Street Fighter II, Capcon решила подать в суд на Data East за создание клона и нарушение авторских прав как в Америке, так и в Японии в попытке запретить продажи Fighter's History компанией Data East. Data East же в свою защиту ссылалась на судебный иск против Epyx от 1988 года, что игровой жанр файтинг не подлежит авторскому праву. В итоге Capcon проиграла суд, хотя судья и признали очевидные сходства между двумя играми, однако подытожив, что эти самые сходства не могут являться объектом авторского права, например анимации ударов ногами и руками, которые можно рассматривать, как пример scènes à faire. Данный иск стал резонансным и усложнил правообладателям выигрывать аналогичные судебные иски, тем не менее это позволило развивать игровые жанры. В частности многие игровые механики из Street Fighter II стали основополагающими для жанра файтинг, как и в играх серии Mortal Kombat.
Многие правообладатели не решались идти в суд из-за слишком высоких затрат на подачу иска и высокий риск проиграть суд. Большинство судебных исков о предполагаемых клонах были урегулированы начиная с середины 1990-х до, заканчивая серединой 2000-х годов. Успех игры Myst 1993 года также привел к появлению множества похожих трехмерных приключенческих игр, которые иногда называли «клонами Myst». Многие современные игровые жанры зародились из клонирования успешных игр, например все первые шутеры от первого лица назывались «клонами Doom», а успех игр Grand Theft Auto породил настолько огромное количество клонов, что их также принято рассматривать, как отдельный жанр. Бесконечный раннер, как игровой жанр также зародился из клонов игры Canabalt. Как правило почти любой игровой жанр зарождался из клонирования какой либо успешной игры, например жанр королевской битвы возник из клонирования PlayerUnknown's Battlegrounds и Fortnite Battle Royale, выпущенных в 2017 и 2018 годах, в то время как Dota Auto Chess, выпущенная в январе 2019 года стала прообразом для ряда коммерческих игр в жанре автобаттлер к середине 2019 года.
Другой способ массового клонирования возник в среде сообщества моддеров, работающих с открытым исходным кодом и инди-играми. Как правило моддер стремится воссоздать игровую механику популярной игры, прибегая к реверс-инжинирингу и иногда дополняя игровой процесс собственными идеями. Как правило такие игры выпускаются бесплатно и отдают честь первоисточнику. Такие разработчики как правило стремятся исправить неисправленные изначальными авторами программные ошибки, улучшать элементы игрового процесса и сделать свои клоны совместимыми с более новыми компьютерами или игровыми приставками, они также могут расширять игровой процесс, материал, выпускать дополнения и пользовательские модификации. Примеры таких клонов — Freeciv на основе Civilization Osu! на основе Osu! Tatakae! Ouendan, или Frets on Fire на основе Guitar Hero. Благодаря открытости исходного кода этих клонов, моддеры могут использовать новые утилиты для их улучшения, например агенты искусственного интеллекта, улучшили игровой процесс в Freeciv. Такие моддеры играют важную роль в исследовании и совершенствовании искусственного интеллекта. Тем не менее даже в этих ситуациях существует риск конфликта с правообладателем, например  Electronic Arts потребовала закрыть игру с открытым исходным кодом OpenSC2K, за то, что она использовала ассеты из игры SimCity 2000. Некоторые проекты, которые задумывались для реконструкции игрового движка впоследствии становились прямыми клонами, используя оригинальные игровые ассеты и копируя игровые коды, но по прежнему выпуская эти клоны бесплатно, как это например было с OpenRA, клоном Command & Conquer: Red Alert . Независимые разработчики игр руководствуются неформальным кодексом чести, избегая разработчиков, занимающимся прямым клонированием других игр.
Клоны также  иногда могут позиционировать себя, как пародию на оригинальную игру, как например поступили создатели игры Pyst — пародии на приключенческую игру Myst, действие в которой происходит, по-видимому, на том же острове, что и в Myst, но локация в пародии подверглась вандализму со стороны многочисленных посетителей острова. Другой пример — Hatetris, вариант тетриса, но с высшим уровнем сложности, который генерирует худшие варианты блогов для текущей доски.

### Новейший период (2012 — настоящее время)
Появление социальных сетей и массовое распространение мобильных, условно бесплатных игр оказало и колоссальное влияние на дальнейшее развитие игровой индустрии. Растущая популярность игр нового формата обеспечила и новый скачок распространению игровых клонов. Одно из первых резонансных событий того времени — подача иска компанией Electronic Arts против Zynga, за создание клона The Sims Social — The Ville. Сама Zynga уже тогда критиковалась за клонирование других успешных игр для социальных сетей в начале 2010-х годов, которые в отличие от EA были маленькими компаниями и не могли позволить себе подавать в суд на Zynga и в итоге были просто вынуждены терпеть убытки, теряя игровую аудиторию Однако EA Games была компанией-гигантом с серьёзными шансами выиграть в суде. В итоге данный конфликт был урегулирован во внесудебном порядке. 
| Threes | 2048 |
| Слева игра Threes, справа её клон — 2048, ставший сенсацией и именно с которым стала ассоциироваться игровая механика объединения ячеек. Затем на основе 2048 появилось множество других клонов. Это яркий пример того, как игра-оригинал из-за клонирования в самом начале оказалась обречена на забвение. |      |

В 2009 году компания Xio Interactive выпустила мобильную игру под названием Mino на основе игрового процесса Tetris и не задумываясь о нарушении авторских прав, так как игра уже до этого копировалась множество раз. Игровой процесс помимо бонусов и нескольких игровых режимов в целом предлагал идентичный игровой процесс. Данная игра привлекла к себе внимание, так как была загружена более шести миллионов раз, в итоге правообладатель The Tetris Company подал иск против Xio Interactive. В итоге суд признал Mino плагиатом, указывая на то, что игра скопировала Tetris до мельчайших деталей помимо общей концепции. Для сравнения судья привели игру Dr. Mario, повторяющую общую концепцию Tetris, но и предлагающую множество оригинальных элементов игрового процесса и от этого не являющуюся плагиатом. Юристы и отраслевые эксперты согласились, что данное событие сигнализирует о том, что судьи стали строже относиться к клонированию видеоигр, научившись разделять случаи копирования базовых элементов игрового дизайна и  дословного клонирования игры, включая визуальные элементы вплоть до формы и цвета. Аналогичным образом суд встал на сторону Spry Fox, создателей Triple Town в их иске против клона Yeti Town от Lolapps. Было замечено, что после этих исков, судья стали скрупулёзнее изучать мельчайшие детали в игровых клонах.
Вместе с популяризации мобильных игр, на этом рынке также стали процветать и игровые клоны. Это было обусловлено простотой и низкой стоимостью разработки мобильных игр. Например десятки клонов успешной игры Flappy Bird брали оригинальный программный код игры, меняя лишь художественное оформление. Однако если как правило клоны паразитируют на успехе оригинала, то в некоторых случаях они превосходили оригинал, затмевая его своим успехом. Так например произошло с Threes, которую затмил бесплатный клон 2048, выпущенный всего через несколько недель. Именно с этим клоном стала ассоциироваться игровая механика объединения ячеек, затем на основе 2048 стало появляется множество других клонов. Самая известная компания, копировавшая в начале 2010-х годов социальные игры — Zynga. После внезапного роста популярности игры Wordle в начале 2022 года, в App Store в январе 2022 года появилось несколько клонов, однако создатели клонов были вынуждены удалить свои игры после того, как столкнулись с массовой травлей со стороны интернет-пользователеей.
Особая проблема с массовым клонированием связана с Китаем, который с 2000 по 2015 года вводил массовые ограничения на поставку программного обеспечения и игр в свою страну, но при этом не регулировал клонирование устройств и игр внутри своей страны. Из-за ограничений, китайским потребителям было сложно и дорого добыть игры и оборудование западных или японских брендов. Китайские разработчики создавали копии, используя готовый материал популярных игр для внутреннего рынка. Данная проблема остаётся и по сей день актуальной. Западным компаниям крайне сложно подавать иски в китайские суды против плагиатчиков, что создаёт для последних минимальные риски. Таким образом почти у каждой популярной игры имеется как минимум один китайский клон, созданный зачастую всего через несколько недель после выхода оригинала. Яркий тому пример Sleeping Dragon: Heroes of the Three Kingdoms — клон Hearthstone от Blizzard Entertainment, созданный китайским разработчиком Unico и выпущенный через несколько месяцев после бета-релиза Hearthstone. Примечательно, что Blizzard удалось в 2014 году подать в суд на Unico и взыскать с неё $1.9 миллионов долларов в качестве компенсации ущерба. Часто китайские клоны создавались правообладателями для устранения некоторых элементов, запрещённых китайским законодательством, включая темы, связанные с насилием, терроризмом, эротикой итд. Например компания Tencent выпустила в Китае клон игры PlayerUnknown's Battlegrounds под названием Game for Peace, с аналогичным игровым процессом, но без сцен насилия и крови.

## Правовые аспекты, связанные с клонами
Клонирование видеоигр, как правило трудно предотвратить, опираясь на законы об интеллектуальной собственности, авторское право, патенты или товарные знаки. Современная игровая индустрия в целом построена на создании новых игр на основе уже созданного игрового материала, на основе этого формируются игровые жанры, как например файтинг или шутер от первого лица. При этом клоном признаётся игра, копирующая не базовый игровой процесс, а более незначительные детали, вплоть до художественных элементов. Юридически игры рассматриваются, как форма искусства и программного обеспечения, её отдельные элементы могут попадать под авторское право, если не отвечают критериям scènes à faire, но не сам игровой процесс. Например оружие, воинское звание в шутере, стереотипные сюжетные тропы, солнце на небе или деревья с машинами на карте игрового мира являются примерами scènes à faire, а значит априори не могут нарушать авторские права. Однако дизайн, личность отдельных персонажей, способ речи или уникальные детали сюжетной развязки можно уже рассматривать, как объект авторского права. После 2012 года судья стали строже относиться к клонированию в игровой индустрии. В частности они стали признавать клонированием не только полное копирование в мельчайших деталях, но и случаи, когда игровой процесс и художественное оформление игре имеет излишние сходства с оригиналом. Это облегчило обладателям борьбу с игровыми клонами. Тем не менее такие изменения не привели к кардинальным изменениям, связанным с борьбой с пиратскими клонами, так как небольшие студии и инди-разработчики не могут финансово позволить себе подать иски в суд.

## Регулирование отрасли
Популяризация мобильных игр и цифровых площадок App Store и Google Play привела к взрывному росту количества игровых клонов, нарушающих авторские права. Даже несмотря на то, что цифровые платформы проверяют игры перед допуском к общему пользованию, эти проверки не касаются авторского права. В этих случаях платформы полагаются на жалобы правообладателей, рассмотрение которой зачастую занимает множество времени. Приложения-клоны часто нарочно делаются как можно больше похожими на оригинал в плане интерфейса и художественного стиля, так как таким способом недобросовестным разработчикам проще перетянуть к своей игре интерес игровой аудитории. Даже несмотря на некоторые предпринятые попытки Apple, Google и Microsoft остановить поток клонов, это почти никак не повлияло на общею ситуацию за исключением самых явных примеров нарушения авторских прав, так как от клонов страдают разработчики и издатели игр, а не цифровые платформы. По этой причине основная инициатива по борьбе с клонами по прежнему исходит от разработчиков и игрового сообщества.
Valve, управляющая цифровым магазином Steam также предпринимает шаги по удалению игр, явно нарушающих авторские права других игр после подачи жалобы.